# Viktor Popov
Viktor Popov (en búlgaro: Виктор Попов; Varna, 5 de marzo de 2000) es un futbolista búlgaro que juega en la demarcación de lateral derecho para el Korona Kielce de la Ekstraklasa.

## Selección nacional
Tras jugar con la selección de fútbol sub-19 de Bulgaria y con la sub-21, finalmente debutó con la selección absoluta el 14 de noviembre de 2019. Lo hizo en un partido amistoso contra Paraguay que finalizó con un resultado de 0-1 a favor del combinado paraguayo tras el gol de Miguel Almirón.

## Clubes
| Club                  | País     | Año       | Partidos | Goles |
| --------------------- | -------- | --------- | -------- | ----- |
| PFC Cherno More Varna | Bulgaria | 2019-2025 | 197      | 3     |
| Korona Kielce         | Polonia  | 2025-     |          |       |